# Площадь Тургенева
Площадь Турге́нева — площадь в Адмиралтейском районе Санкт-Петербурга, на пересечении Садовой улицы и Английского проспекта.

## Название
По докладу «Комиссии о Санкт-Петербургском строении» 20 августа 1739 года императрица Анна Иоанновна присвоила площади название Успенская (так как там предполагалось строительство церкви Успения Пресвятой Богородицы, но построили церковь Покрова Пресвятой Богородицы).
С 1822 года называлась Покровской площадью, в честь располагавшейся здесь с XVIII века Покровской церкви. Переименована в площадь Писателя Тургенева в честь Ивана Сергеевича Тургенева 6 октября 1923 года, эта форма названия известна до 1928 года. С 1926 года название употребляется в современной форме. В 1925 году предлагалось переименовать площадь либо в честь архитектора Старова, либо в честь революционера Петрашевского.

## История

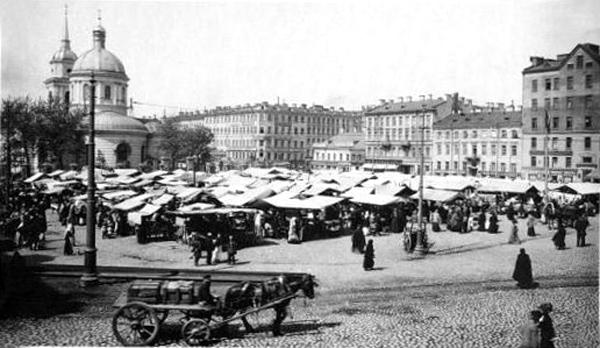
Покровская площадь с Покровской церковью на заднем плане. Фото 1900 года

- Революционер М. В. Петрашевский (1821—1866) с 1845 года устраивал в своём (не сохранившемся до наших дней) доме у площади еженедельные вечера-«пятницы».
- На Покровской площади ранее[когда?] был базар.
- На площади 23 февраля (8 марта) 1909 года было открыто трамвайное движение, пути проложены по периметру площади, огибая здание церкви. Это позволило использовать площадь для оборота составов. По состоянию на 2017 год через площадь пролегают трассы трамвайных маршрутов № 3 и № 16 и делает оборот трамвайный маршрут № 41. Кроме того, с 1998 года от площади Тургенева до Финляндского вокзала организован музейный маршрут, который повторяет путь маршрута № 1.
- На площади снимались первые эпизоды сериала «Мастер и Маргарита».

### Покровская церковь
Покровская церковь, построенная в 1798—1803 годах на деньги прихожан (среди прихожан церкви был А. С. Пушкин и его родители) архитектором И. Е. Старовым, была закрыта в 1932 году и снесена в 1934. В 2000 году на месте церкви был поставлен каменный памятный знак (архитектор М. И. Скрыплева). При церкви существовало Общество вспоможения бедным прихода Церкви Покрова Пресвятой Богородицы в большой Коломне.

## Достопримечательности

### Покровский сквер
Покровский сквер устроен в 1886—1887 годах по проекту члена городской Управы Н.Л. Бенуа на площади к западу от церкви Покрова Пресвятой Богородицы. Площадь сегодняшнего сквера 1,55 га. 29 мая 2000 года на месте разрушенной церкви установили Памятный знак. На знаке помещена мозаичная икона Божией Матери и выгравированы слова молитвы ко Пресвятой Богородице.

### Дом генерал-адъютанта П.П. Баранова (Садовая улица, дом 111-113)
Дом генерал-адъютанта П.П. Баранова перестроен в стиле модерн в 1909-1910 годах по проекту инженера-архитектора С.Г. Гингера. В этом доме с 1920-х годов находилась булочная.

### Жилой дом (Садовая улица, дом 109)
Жилой дом построен в стиле сталинского неоклассицизма в 1951 году по проекту архитектора М.Я. Климентова для рабочих Завода по обработке цветных металлов.

### Доходный дом (Садовая улица, дом 107)
Доходный дом перестроен в 1845 году по проекту архитектора Н.П. Гребёнки. В 1886 году Общество взаимного вспоможения швейцарцев в Санкт-Петербурге открыло свой приют в помещении шоколадной фабрики М. Конради в этом доме.

### Доходный дом (Садовая улица, дом 105, Английский проспект, дом 41)
Доходный дом расширен в 1868 году по проекту архитектора Ф.Н. Соболевского.

### Доходный дом Ф.Н. Тимофеева (Садовая улица, дом 103, Английский проспект, дом 50)
Доходный дом Ф.Н. Тимофеева с угловыми башенками построен в 1914—1915 годах в стиле неоклассицизма по проекту архитектора Я.М. Коварского, скульптурный декор исполнил Я.А. Троупянский. Владелец 2-й гильдии купец Ф.Н. Тимофеев содержит ренсковый погреб в этом доме.

### Доходный дом (Садовая улица, дом 101)
Доходный дом с стиле эклектики построен в 1886 году по проекту техника М.А. Андреева. С 1960-х годов в доме размещалась столовая, в с 1980-х — кафе «Ракушка».

### Доходный дом Лебедевых (Садовая улица, дом 99)
Доходный дом Лебедевых в стиле классицизма построен в 1837 году, в 1957 году капитально отремонтирован и надстроен. Во второй половине XIX века дом принадлежал купку 2-й гильдии А.А. Лебедеву, а затем его потомкам.

### Дом Общества распространения религиозно-нравственного просвещения в духе православной церкви (Садовая улица, дом 97)
Дом Общества распространения религиозно-нравственного просвещения в духе православной церкви. Дом в стиле модерн построен в 1909 году по проекту архитектора Г. Г. фон Голи. На первом этаже находились торговые лавки. С 1960-х годов в доме находилось Кафе-мороженое «Холодок».

### Доходный дом Астратовых (Садовая улица, дом 95)
Доходный дом Астратовых в стиле эклектики построен в 1904 году по проекту архитектора Д.П Рябова. Дом украшают изящные балконные решетки, фасад облицован керамической плиткой. В 1913-1917 годах в здании размещался кинотеатр «Арлекин».

### Доходный дом (Садовая улица, дом 93)
Доходный дом построен в 1900 году по проекту архитектора В.Ф. Розинского.

### Доходный дом (Садовая улица, дом 91)
Доходный дом расширен в 1865 году по проекту архитектора А.Ф. Занфтлебена.

### Доходный дом А.М. Кириковой (Садовая улица, дом 88)
Доходный дом А.М. Кириковой в стиле эклектики построен в 1887-1888 годах по проекту техника И.Н. Иорса для купчихи А.М. Кириковой. В ноябре 1989 года произошло обрушение здания, затем возведено заново с попыткой сохранить стиль застройки.

### Доходный дом (Садовая улица, дом 90)
Доходный дом в стиле эклектики построен в 1860 году по проекту архитектора Е.Е. Аникина.

### Доходный дом (Садовая улица, дом 92)
Доходный дом в стиле эклектики построен в 1900-1901 годах по проекту архитектора С.П. Кондратьева. После революции в доме находился Магазин 1-й Государственной фабрики клеёнки и гранитоля «Пролетарский труд», после войны — склад сырья полиграфической фабрики № 2.

### Доходный дом Мазаракий (Садовая улица, дом 94)
Доходный дом Мазаракий в стиле эклектики построен в 1877 году по проекту военного инженера М.К. Приорова, затем в 1890-е годы перестроен по проекту архитектора В.А. Демяновского. Правая часть дома была разрушена попаданием бомбы во время блокады, при ремонте эркеры не были восстановлены.С 1999 года в доме располагается ресторан «Муму» (позднее «Два Му»). В 2004 году перед рестораном появился памятник Муму созданный скульптором Арамом.

### Доходный дом В.А. Лытиковой (Садовая улица, дом 96)
Доходный дом В.А. Лытиковой построен в 1835 году по проекту архитектора А. Ламони для дочери купца В.А. Лытиковой.

### Доходный дом А.И. Климова (Садовая улица, дом 98, Английский проспект, дом 52)
Доходный дом А.И. Климова в стиле эклектики построен в 1883 году по проекту инженера-архитектора А.И. Климова для себя.

### Доходный дом (Садовая улица, дом 100, Английский проспект, дом 43)
Доходный дом построен в 1856 году по проекту архитектора А.Е. Цулауфа. С 1930-х  и до 1980-х годов в доме находилась парикмахерская.

### Дом общества помощи бедным (Садовая улица, дом 104)
Дом общества помощи бедным при Покровской церкви или Школа. Пятиэтажное здание в стиле модерн построено 1900 году по проекту архитекторов В.П. Кондратьева и С.П. Кондратьева для благотворительных учреждений общества вспоможения бедным прихода церкви Покрова Пресвятой Богородицы. С 1920-х годов здесь размещается Вечерняя общеобразовательная школа для взрослых, затем средняя школа.

### Школа (Садовая улица, дом 108-110)
Школа N 24 или Филиал школы N 234'. Здание в стиле сталинский неоклассицизм построено в 1935-1936 годах по проекту архитектора Б.Р. Рубаненко. До того на этом месте был Механический и слесарный завод. Сейчас здесь находится Средняя общеобразовательная школа № 234 Адмиралтейского района Санкт-Петербурга, начальное отделение.

### Доходный дом (Садовая улица, дом 112-114)
Доходный дом перестроен в стиле неоклассицизм с включением предыдущего здания в 1896 году по проекту архитектора В.П. Кондратьева. В 1951 году в доме проводился капитальный ремонт.

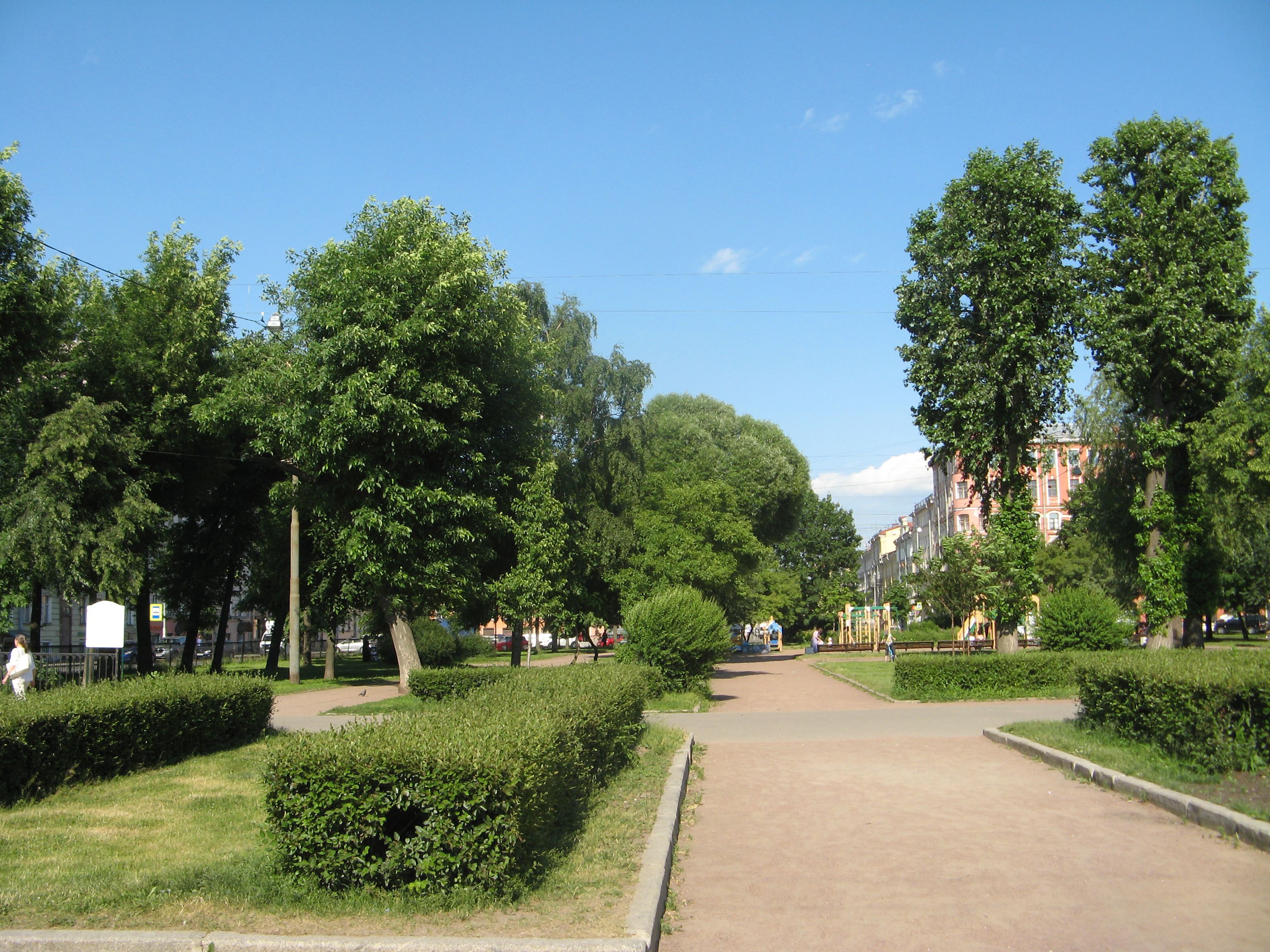
Покровский сквер
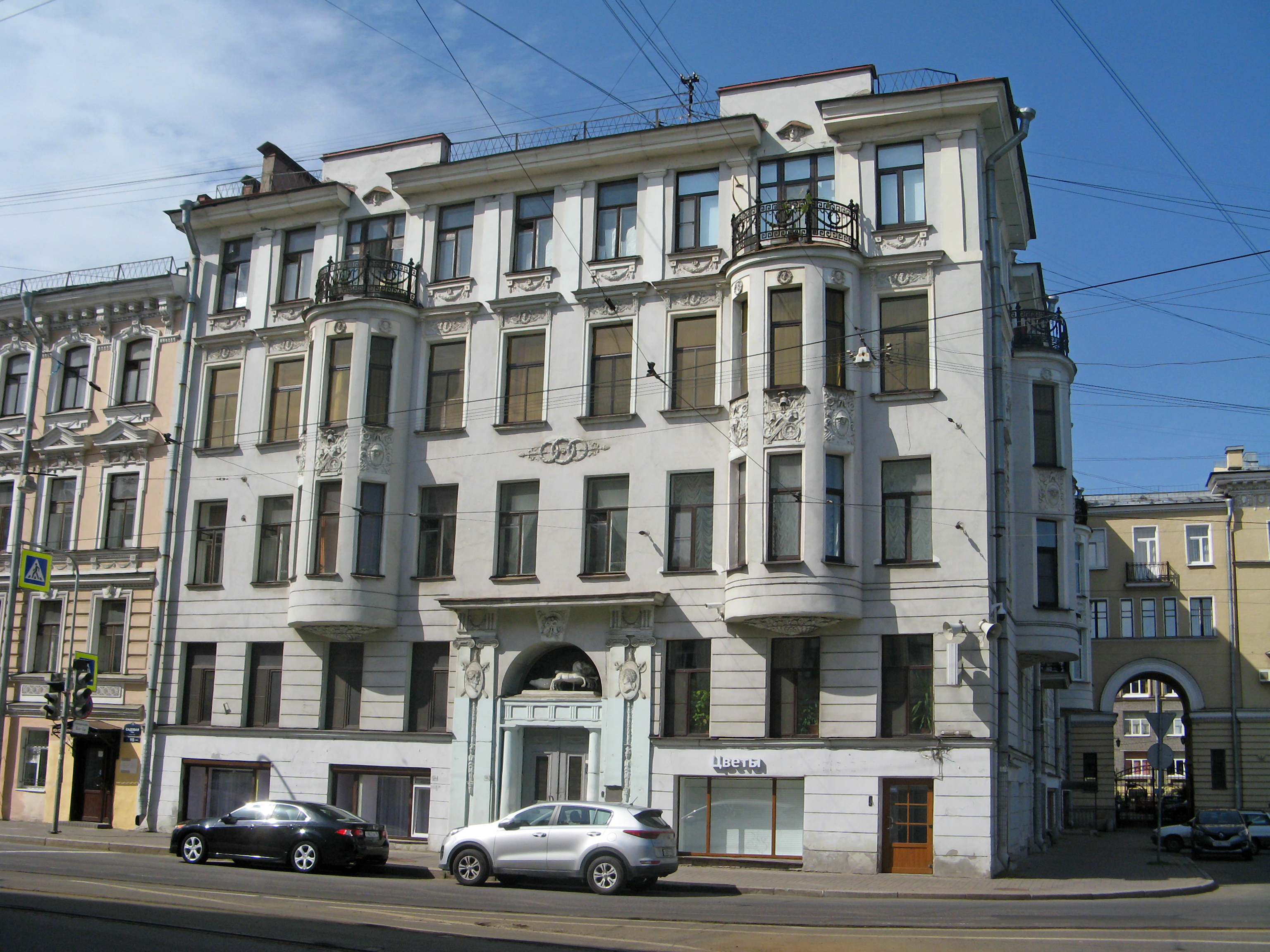
Дом генерал-адъютанта П.П. Баранова, дом № 111-113
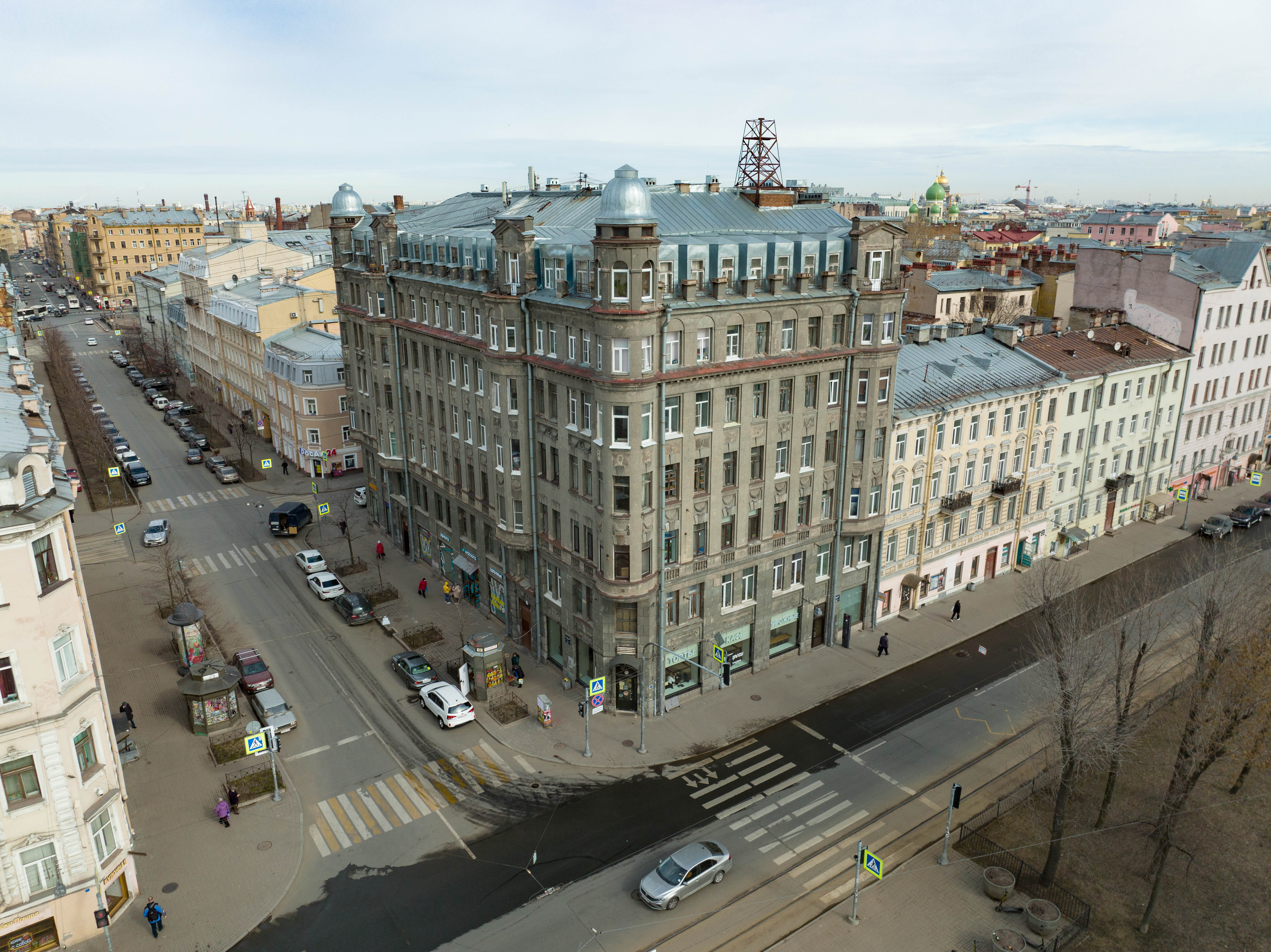
Угол площади и Английского проспекта, на переднем плане дом № 103
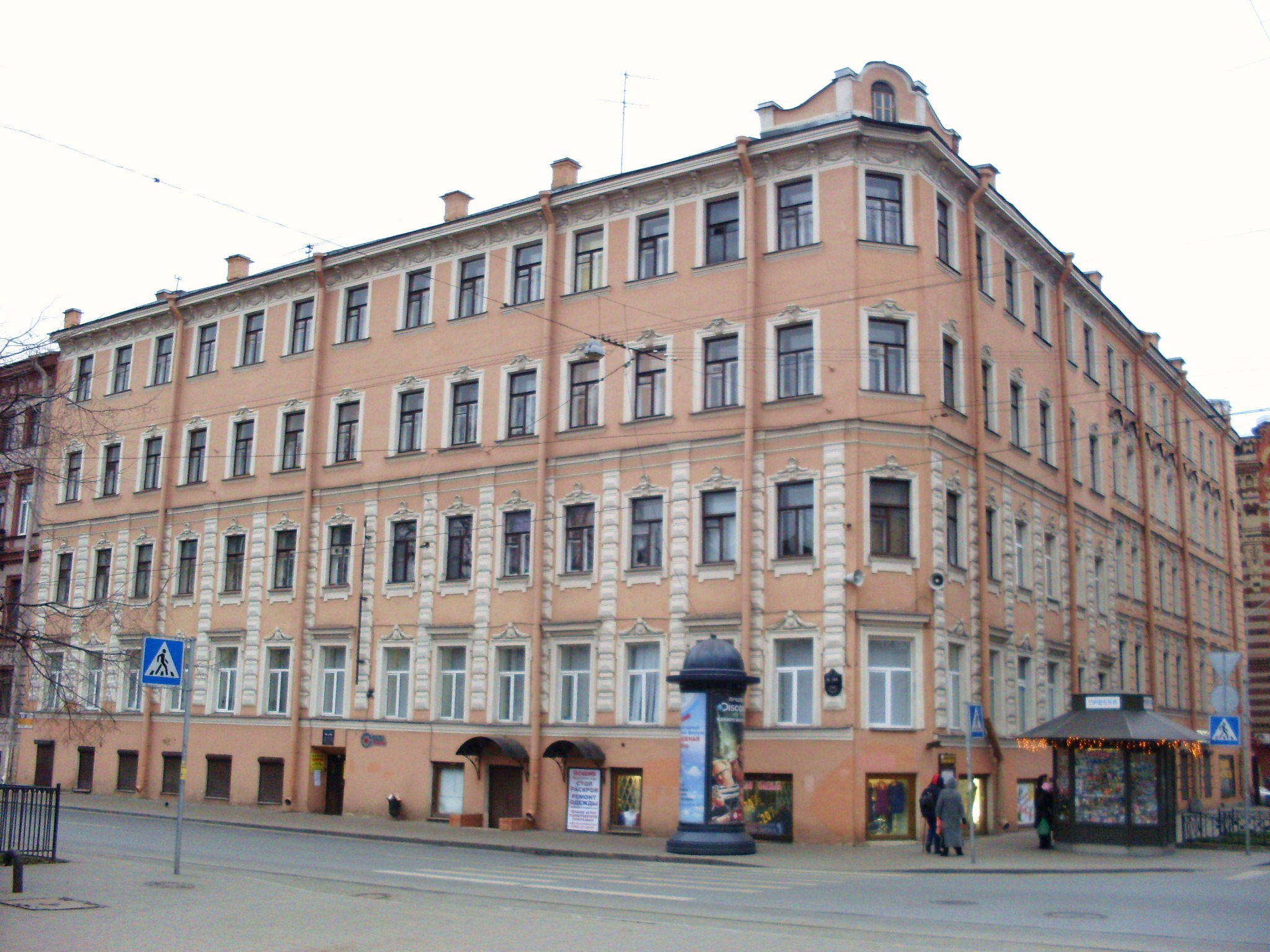
Доходный дом № 105

## Транспорт

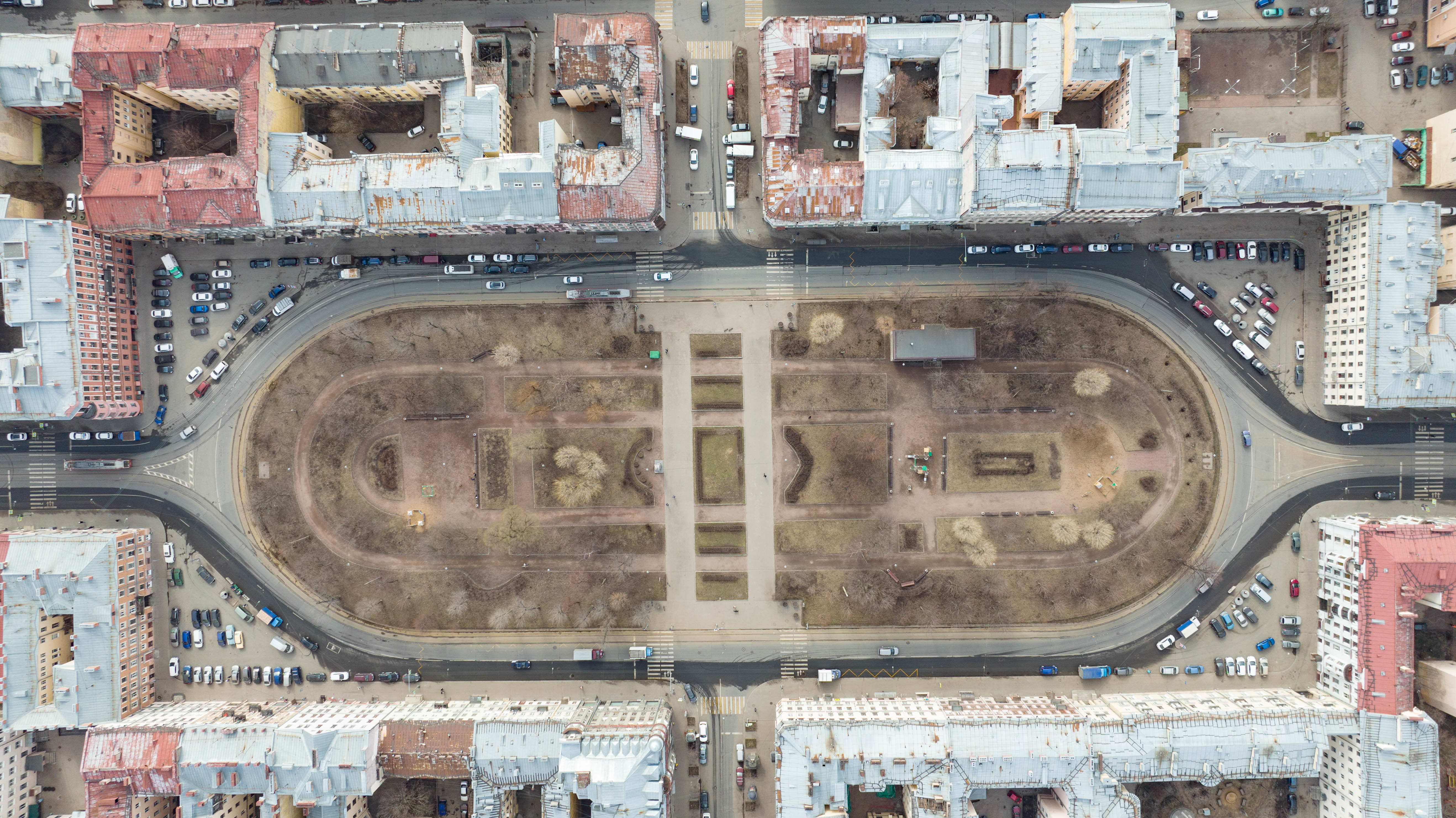
Площадь Тургенева с воздуха в 2022 году

Ближайшие станции метро к площади Репина:  Балтийская (пешком до площади 1,7 км),  Технологический институт(2 км),  Садовая  (2 км).
На площади есть остановка общественного транспорта «Площадь Тургенева»: автобус 49, 181, троллейбус 8, трамвай 41